# 1. FC Mönchenglabach 1894
Maillots
Le 1. FC Mönchenglabach 1894 est le plus vieux club allemand de football de l’actuelle 
WFLV, dont il fut un des fondateurs en 1898.
Le club est localisé à Mönchengladbach en Rhénanie du Nord-Westphalie.

## Histoire
Le club fut fondé en 1894, sous le nom de München-Gladbacher FC 94 , par H. C Heesch, un professeur d’éducation physique.
Le 23 octobre 1898, le club fut un des fondateurs de la Rheinischer Spiel-Verband.
En 1909, le club remporta son plus grand titre, il fut sacré Champion d’Allemagne occidentale.
Le club joua au Wasserturm et accueillait régulièrement près de 20 000 spectateurs. Le stade fut le premier d’Allemagne occidentale à être doté d’une tribune.
Après la Première Guerre mondiale, le club fut renommé Sport-Club 1894 München-Gladbach.
En 1933, peu après l’arrivée au pouvoir des Nazis, le cercle fut contraint de fusionner avec son grand rival local du Borussia VfL 1900. Mais dès avant la fin de cette même année, les deux clubs reprirent des routes distinctes. Toutefois, à la suite de cette fusion, le club perdit sa section de Hockey sur gazon qui devint le Gladbacher HTC. Par la suite, les joueurs de tennis formèrent le TG-Rot-Weiss à Bunten Garten.
En 1945, le club fut dissous par les Alliés, comme tous les clubs et associations allemands (voir Directive n°23). Le club fut rapidement reconstitué puis adopta le nom de 1. FC München-Glabach 1894.
En 1957, la Ville de Mönchengladbach construisit la ville entre la Louisestrasse et la Hügelstrasse, le Ernst-Reuter-kampfbahn où le club évolue encore de nos jours.
En 2007, après plus de trente ans, le club remonta en Berzirsliga, puis l’année suivante accéda à la Landesliga Niederrhein, le 7e niveau de la hiérarchie de la DFB
De nos jours, le 1. FC Mg dispose aussi de sections d’athlétisme et de volley-ball.

## Palmarès
- Champion d’Allemagne occidentale: 1909.

## Joueurs connus
- Günter Netzer débuta au 1. FC Mg, puis devint professionnel en passant au Borussia voisin. Il joua aussi au Real Madrid et fut 35 fois International allemand (6 buts) entre 1965 et 1975. IL fut champion du Monde 1974 et d’Europe 1972. Après sa carrière, il organisa des matches de célébrités pour aider financièrement son club formateur. Il est un consultant régulier et écouté des chaînes de télévisions publiques allemandes